# エダラン・オートモービル
エダラン・オートモービル・ナショナル（英: Edaran Otomobil Nasional Bhd.）はマレーシアのセランゴール州に本社を置く自動車販売会社である。
子会社のオートモーティブ・コンバージョン・エンジニアリングはTDカーズのTD・2000の委託生産を実施している。

## 歴史
（出典：Company History）
- 1984年 - プロトンの独占販売企業として会社を設立。
- 1990年 - 車両の改造を手掛けるオートモーティブ・コンバージョン・エンジニアリング（英: Automotive Conversion Engineering Sdn. Bhd.）を設立[3]。
- 2002年 - ユーロ・モービルを設立。
- 2005年 - 三菱商事と共にミツビシ・モーターズ・マレーシアを設立[4]。
- 2022年 - サウジアラビアを拠点とする自動車アフターサービス世界5位のペトロミン・エクスプレスと合弁会社を設立すると発表した[5]。
- 2023年 - プロトン・ニュー・エナジー・テクノロジー(英: PRO—NET)が、ディーラーに指定したと発表した[6]。

## 取り扱いメーカー
（出典：2025年現在の取り扱いメーカー）
- プロトン
- いすゞ
- 三菱自動車
- フォルクスワーゲン
- アウディ
- スマート